# Roppeviller
Roppeviller [ʁɔpvilɛʁ] est une commune française située dans le département de la Moselle, en Lorraine et en région Grand Est.
Le village fait partie du pays de Bitche et du bassin de vie de la Moselle-Est. En 2022, la population légale est de 96 habitants, appelés les Roppevillerois.

## Géographie

### Localisation
À la frontière franco-allemande et en pays couvert, le village de Roppeviller s'étire le long du Grunnelsbach.
La commune est à 6,8 km de Haspelschiedt et 4,2 de Liederschiedt.

### Géologie et relief
La commune est membre du parc naturel régional des Vosges du Nord.
La commune se compose de 40,53 hectares de territoires artificialisés (5,73 %), 484,85 hectares de territoires agricoles (68,58 %) et 181,78 hectares de forêts et milieux semi-naturels (25,71 %).
Espaces naturels :
- Sept espaces protégés hors Natura 2000 :

Schnepfenbach,
Rochers et Tourbières du Pays de Bitche,
Église de Roppeviller,
Réserve de Biosphère, zone centrale,
Réserve de Biosphère, zone tampon,
Réserve de Biosphère, zone de transition,
Parc naturel régional
- Deux espaces protégés Natura 2000 :

Cours d'eau, tourbières, rochers et forêts des Vosges du nord et souterrain de Ramstein,
Landes et tourbières du camp militaire de Bitche.
- Six zones naturelles d'intérêt écologique, faunistique et floristique (Znieff) :

Forêts spontanées des Vosges du Nord,
Terrain militaire de Bitche,
Forêts du Pays de Bitche et gîtes à chiroptères,
Pays de Bitche,
Cours d'eau et tourbières des Vosges du Nord,
Vallée de la Schwartzbach de Bousseviller à Haspelschiedi.
La partie sud-est du ban est occupée, au début du XIXe siècle, par des étangs, aujourd'hui asséchés, alimentés par des ruisselets se jetant dans l'étang de Haspelschiedt.
Système d’information pour la gestion des eaux souterraines du bassin Rhin-Meuse: Carte géologique

### Sismicité
Commune située dans une zone de sismicité modérée.

### Hydrographie et les eaux souterraines
La commune est située dans le bassin versant du Rhin au sein du bassin Rhin-Meuse. Elle est drainée par le ruisseau le Schwartzenbach, le ruisseau le Schwarzbach, le ruisseau le Grunnelsbach, le ruisseau Pfaffenbruch et le ruisseau Schlangenbach.
Le Schwartzenbach, d'une longueur totale de 11,7 km, prend sa source dans la commune de Haspelschiedt et se jette  dans la Horn en limite de Bousseviller et de Liederschiedt, après avoir traversé quatre communes.
Le Schwarzbach, d'une longueur totale de 23,8 km, prend sa source dans la commune  et se jette  dans la Falkensteinerbach à Reichshoffen, en limite avec Kalhausen, après avoir traversé six communes.

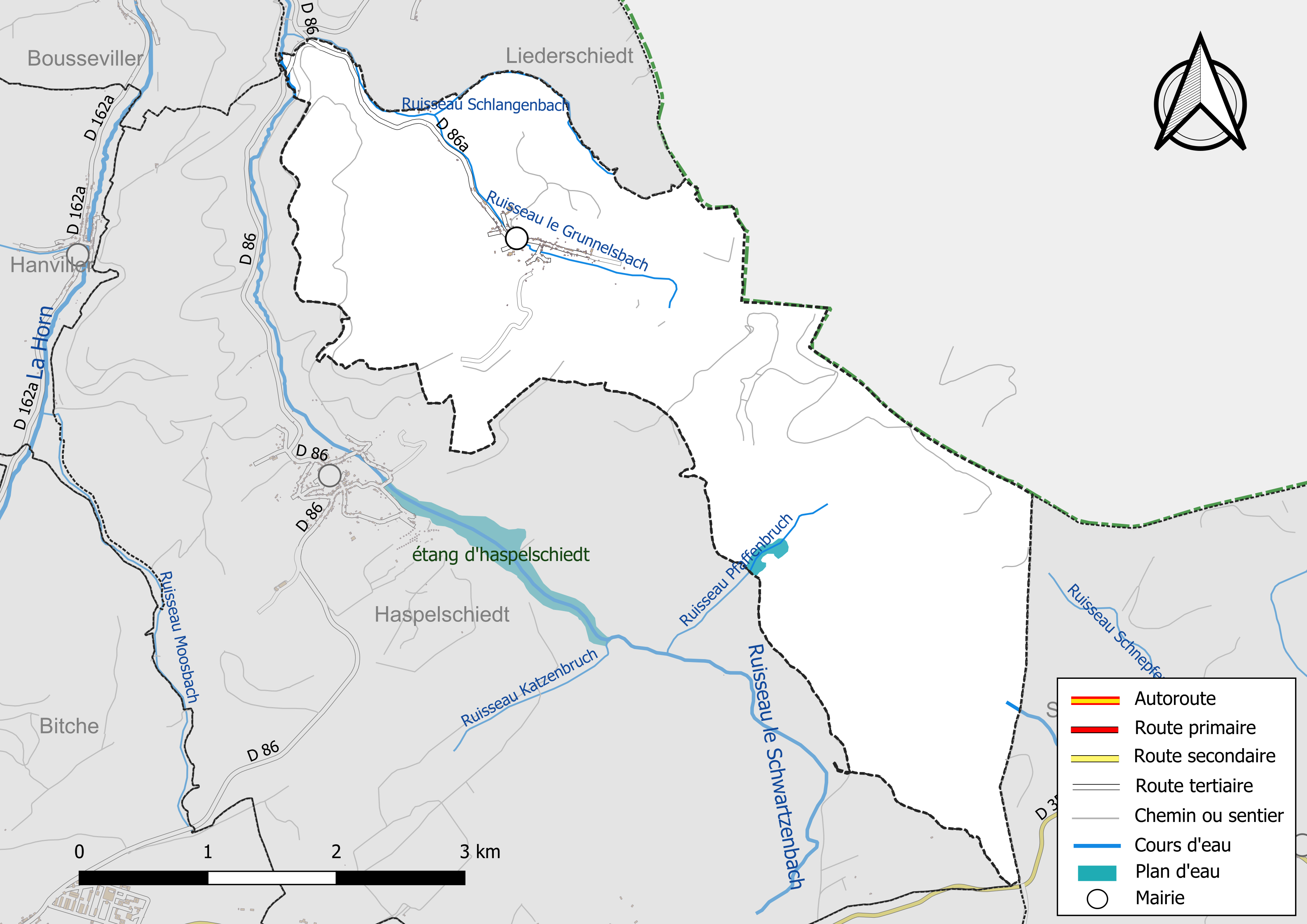
Réseaux hydrographique et routier de Roppeviller.

La qualité des eaux des principaux cours d’eau de la commune, notamment du ruisseau le Schwartzenbach et du ruisseau le Schwarzbach[Lequel ?], peut être consultée sur un site spécial géré par les agences de l’eau et l’Agence française pour la biodiversité.

### Climat
Pour des articles plus généraux, voir Climat du Grand Est et Climat de la Moselle.
En 2010, le climat de la commune est de type climat des marges montargnardes, selon une étude du Centre national de la recherche scientifique s'appuyant sur une série de données couvrant la période 1971-2000. En 2020, Météo-France publie une typologie des climats de la France métropolitaine dans laquelle la commune est exposée à un climat semi-continental et est dans la région climatique  Vosges, caractérisée par une pluviométrie très élevée (1 500 à 2 000 mm/an) en toutes saisons et un hiver rude (moins de 1 °C). 
Pour la période 1971-2000, la température annuelle moyenne est de 9,5 °C, avec une amplitude thermique annuelle de 16,8 °C. Le cumul annuel moyen de précipitations est de 873 mm, avec 12 jours de précipitations en janvier et 10,5 jours en juillet. Pour la période 1991-2020, la température moyenne annuelle observée sur la station météorologique de Météo-France la plus proche, « Volmunster », sur la commune de Volmunster à 11 km à vol d'oiseau, est de 10,2 °C et le cumul annuel moyen de précipitations est de 760,1 mm. 
La température maximale relevée sur cette station est de 37,6 °C, atteinte le 25 juillet 2019 ; la température minimale est de −18,6 °C, atteinte le 24 décembre 2001,,. 
Les paramètres climatiques de la commune ont été estimés pour le milieu du siècle (2041-2070) selon différents scénarios d'émission de gaz à effet de serre à partir des nouvelles projections climatiques de référence DRIAS-2020. Ils sont consultables sur un site spécial publié par Météo-France en novembre 2022.

## Urbanisme

### Typologie
Au 1er janvier 2024, Roppeviller est catégorisée commune rurale à habitat dispersé, selon la nouvelle grille communale de densité à sept niveaux définie par l'Insee en 2022.
Elle est située hors unité urbaine. Par ailleurs la commune fait partie de l'aire d'attraction de Bitche, dont elle est une commune de la couronne,. Cette aire, qui regroupe 10 communes, est catégorisée dans les aires de moins de 50 000 habitants,.

### Occupation des sols
L'occupation des sols de la commune, telle qu'elle ressort de la base de données européenne d’occupation biophysique des sols Corine Land Cover (CLC), est marquée par l'importance des forêts et milieux semi-naturels (96,3 % en 2018), une proportion identique à celle de 1990 (96,3 %). La répartition détaillée en 2018 est la suivante : 
forêts (94,2 %), milieux à végétation arbustive et/ou herbacée (2,1 %), zones urbanisées (1,8 %), prairies (1,8 %). L'évolution de l’occupation des sols de la commune et de ses infrastructures peut être observée sur les différentes représentations cartographiques du territoire : la carte de Cassini (XVIIIe siècle), la carte d'état-major (1820-1866) et les cartes ou photos aériennes de l'IGN pour la période actuelle (1950 à aujourd'hui).

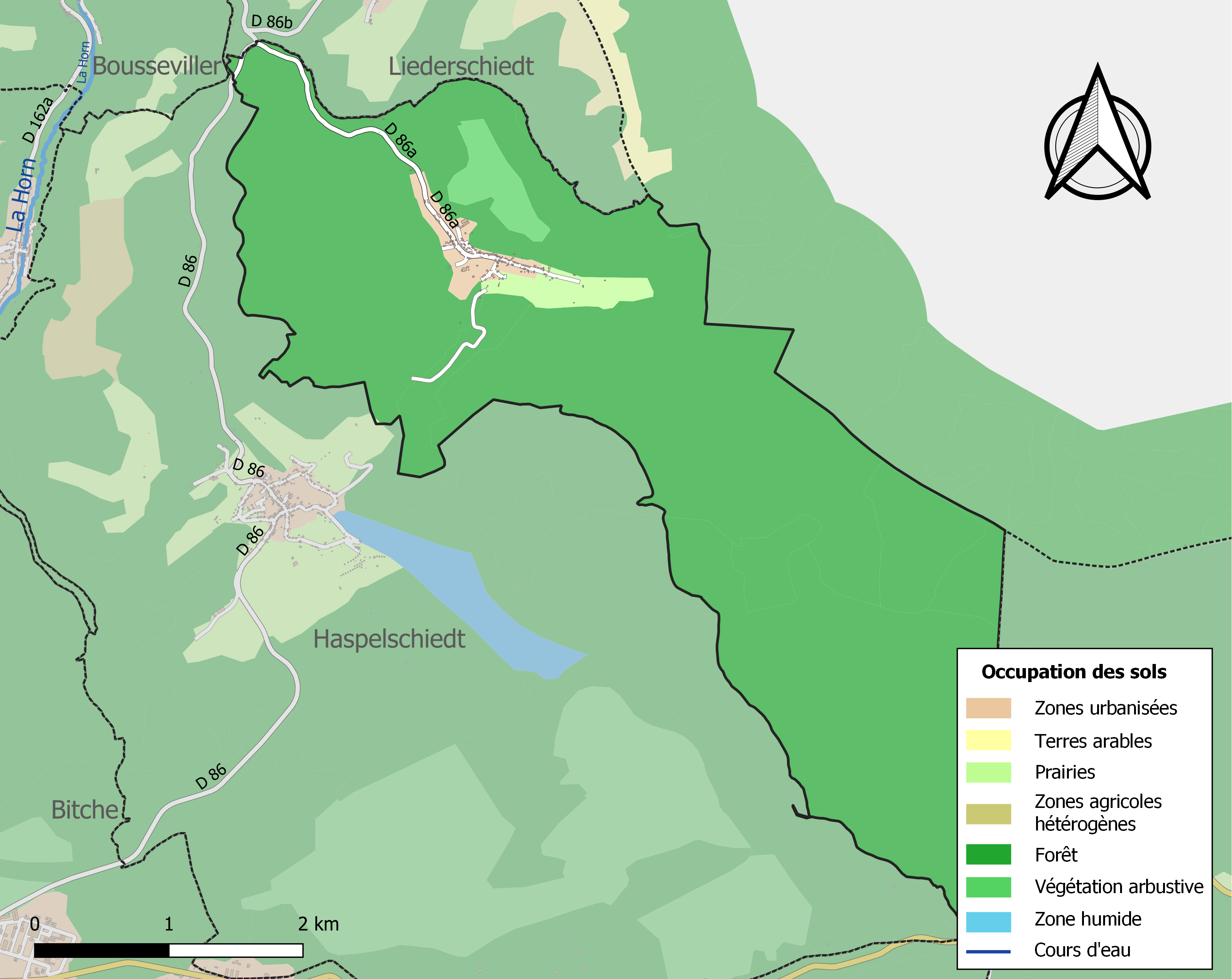
Carte des infrastructures et de l'occupation des sols de la commune en 2018 (CLC).

### Voies de communications et transports

#### Voies routières
- D 86a et D86 vers Liederschiedt[33].
- D86 vers Haspelschiedt.

#### Transports en commun

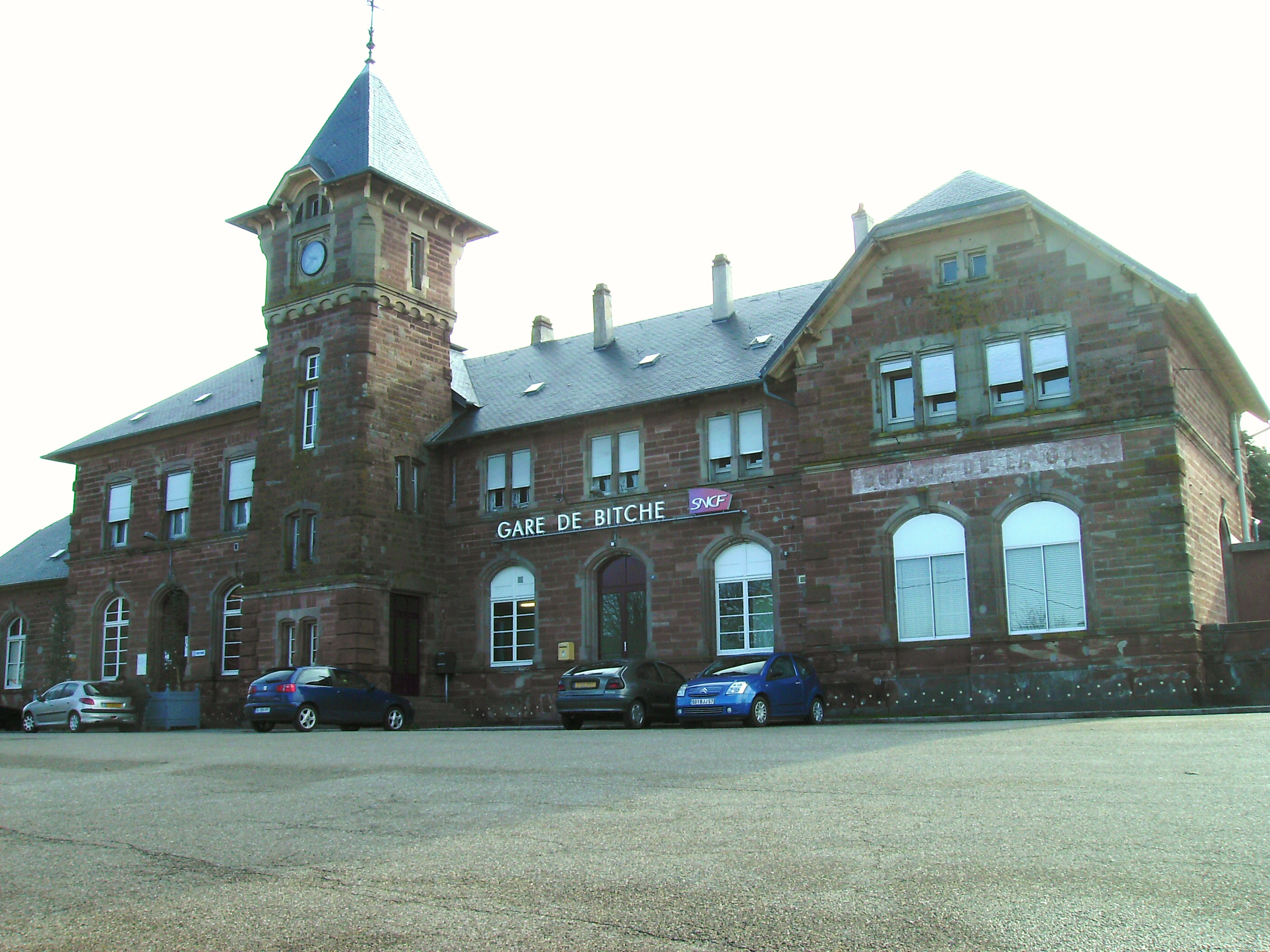
Gare de Bitche.

- Fluo Grand Est.

##### SNCF
- Gare de Bitche,
- Gare de Rohrbach-lès-Bitche,
- Gare de Niederbronn-les-Bains,
- Gare de Reichshoffen,
- Gare de Wingen-sur-Moder.

### Intercommunalité
Commune membre de la Communauté de communes du Pays de Bitche.

## Toponymie
- Du nom d'homme germanique Rodbodo + willer[34]. Ou Rappo et du substantif Weyler, « le village ».
- Mentionné en 1314 sous la forme Roppeweyler, en 1430 : Roppswilr, en 1594 : Ropweiler ET Roppweiller, en 1771 : Roppveiler, en 1779 : Ropweiller, en 1793 : Roppeweiller, en 1801 : Roppweiller.
- Roppwiller en francique lorrain[35].

## Histoire
Des vestiges archéologiques (polissoir de grès et rocher sculpté gallo-romain figurant la triade Diane, Mars et Hercule) témoignent de l'ancienneté du site.
Du point de vue du spirituel, Roppeviller a été succursale de Walschbronn jusqu'en 1802, et érigé en paroisse de l'archiprêtré de Volmunster en 1804. L'église paroissiale, dédiée à l'Assomption de la Vierge, en 1791 et la tour-clocher de style roman ajoutée dans la seconde moitié du XIXe siècle. Curieusement placée à l'écart de l'axe principal de l'agglomération, l'église surplombe le village au sud.

## Politique et administration
Du point de vue administratif, le village fait partie du canton de Bitche depuis 1790.

### Budget et fiscalité 2023

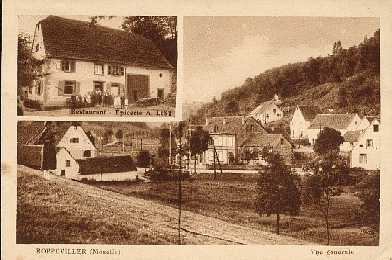
Vues du village.

En 2023, le budget de la commune était constitué ainsi :
- total des produits de fonctionnement : 121 000 €, soit 1 197 € par habitant ;
- total des charges de fonctionnement : 104 000 €, soit 1 029 € par habitant ;
- total des ressources d'investissement : 21 000 €, soit 210 € par habitant ;
- total des emplois d'investissement : 12 000 €, soit 117 € par habitant ;
- endettement : 112 000 €, soit 1 105 € par habitant.

Avec les taux de fiscalité suivants :
- taxe d'habitation : 10,66 % ;
- taxe foncière sur les propriétés bâties : 26,50 % ;
- taxe foncière sur les propriétés non bâties : 38,90 % ;
- taxe additionnelle à la taxe foncière sur les propriétés non bâties : 0,00 % ;
- cotisation foncière des entreprises : 0,00 %.

Chiffres clés Revenus et pauvreté des ménages en 2021 : médiane en 2021 du revenu disponible, par unité de consommation.

## Population et société

### Démographie

#### Évolution démographique
La population augmente jusqu'au milieu du XIXe siècle, passant de 507 habitants en 1817 à 587 en 1844. Depuis cette époque, elle ne cesse de diminuer, comptant seulement 140 habitants au dernier recensement de 1999, sa position excentrée constituant un lourd handicap pour le village.
L'évolution du nombre d'habitants est connue à travers les recensements de la population effectués dans la commune depuis 1793. Pour les communes de moins de 10 000 habitants, une enquête de recensement portant sur toute la population est réalisée tous les cinq ans, les populations de référence des années intermédiaires étant quant à elles estimées par interpolation ou extrapolation. Pour la commune, le premier recensement exhaustif entrant dans le cadre du nouveau dispositif a été réalisé en 2004.

En 2022, la commune comptait 96 habitants, en évolution de −11,93 % par rapport à 2016 (Moselle : +0,52 %, France hors Mayotte : +2,11 %).
| 1793 | 1800 | 1806 | 1821 | 1836 | 1841 | 1861 | 1866 | 1871 |
| ---- | ---- | ---- | ---- | ---- | ---- | ---- | ---- | ---- |
| 320  | 358  | 498  | 501  | 602  | 587  | 494  | 498  | 481  |

| 1875 | 1880 | 1885 | 1890 | 1895 | 1900 | 1905 | 1910 | 1921 |
| ---- | ---- | ---- | ---- | ---- | ---- | ---- | ---- | ---- |
| 479  | 453  | 347  | 375  | 370  | 400  | 382  | 330  | 366  |

| 1926 | 1931 | 1936 | 1946 | 1954 | 1962 | 1968 | 1975 | 1982 |
| ---- | ---- | ---- | ---- | ---- | ---- | ---- | ---- | ---- |
| 338  | 315  | 317  | 149  | 208  | 170  | 164  | 140  | 122  |

| 1990 | 1999 | 2004 | 2006 | 2009 | 2014 | 2019 | 2022 | - |
| ---- | ---- | ---- | ---- | ---- | ---- | ---- | ---- | - |
| 125  | 140  | 125  | 121  | 131  | 116  | 98   | 96   | - |

### Enseignement
Établissements d'enseignements :
- Écoles maternelles et primaires à Haspelschiedt, Liederschiedt, Bitche, Waldhouse,
- Collèges à Bitche, Lemberg, Niederbronn-les-Bains, Rohrbach-lès-Bitche, Reichshoffen,
- Lycées à Éguelshardt, Bitche.

### Santé
Professionnels et établissements de santé :
- Médecins à Walschbronn, Bitche, Volmunster, Lemberg, Enchenberg, Goetzenbruck, Petit-Réderching, Rohrbach-lès-Bitche,
- Pharmacies à Bitche, Volmunster, Lemberg, Goetzenbruck, Rohrbach-lès-Bitche,
- Hôpitaux à Bitche, Niederbronn-les-Bains, Goersdorf.

### Cultes
- Culte catholique, Communauté de Paroisses Saint-Benoît de Bitche-Nord[46], Diocèse de Metz.
- Culte protestant à Bitche, Reipertswiller, Mouterhouse.

## Économie

### Entreprises et commerces

#### Agriculture
- Élevage d'autres bovins et de buffles
- Sylviculture et autres activités forestières.

#### Tourisme
- Hébergements et restauration à Bitche, Shorbach, Bousseviller.

#### Commerces
- Commerces et services de proximité[47] à Soucht, Bitche.

## Culture locale et patrimoine

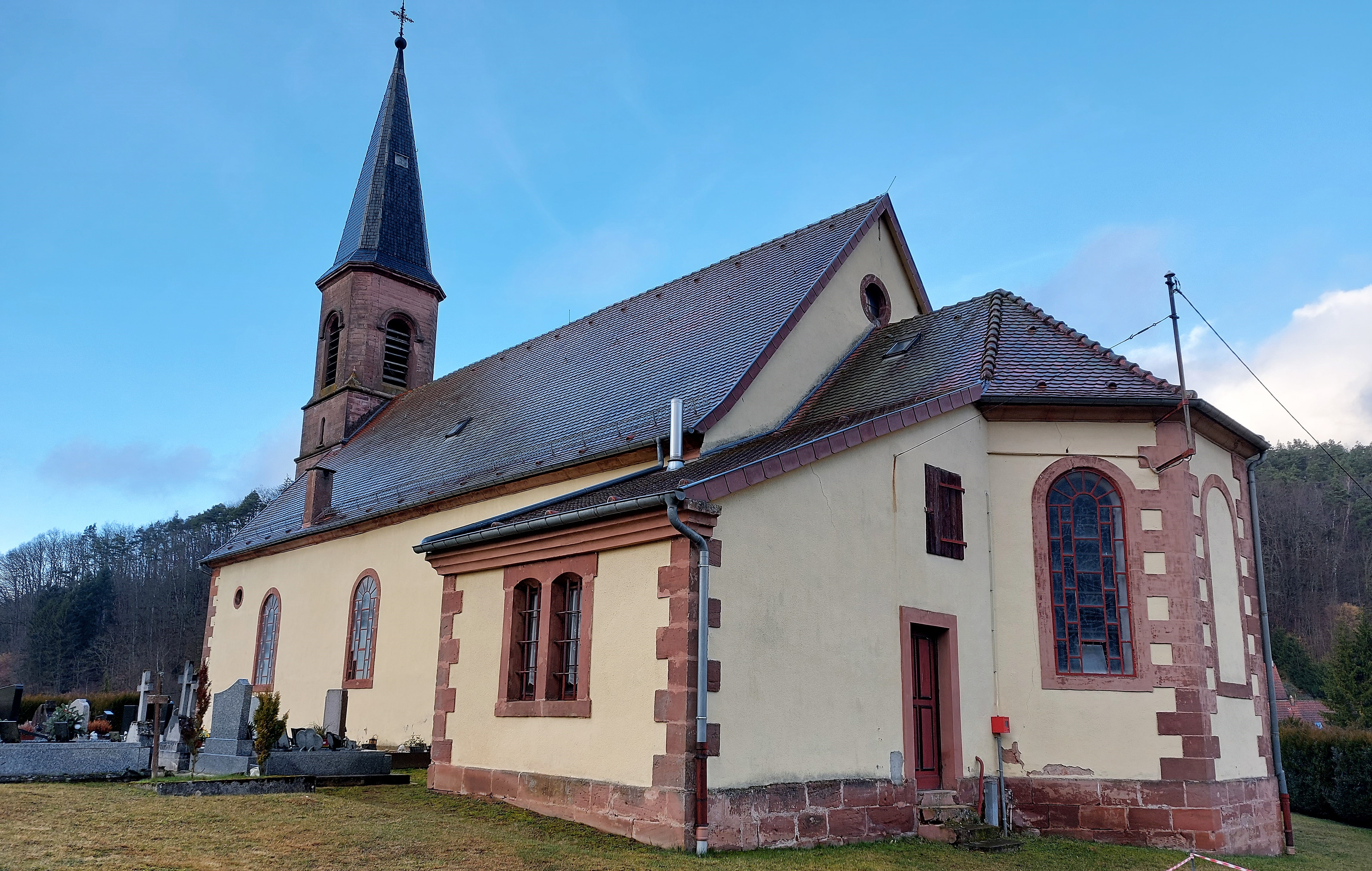
Église assomption de la vierge.
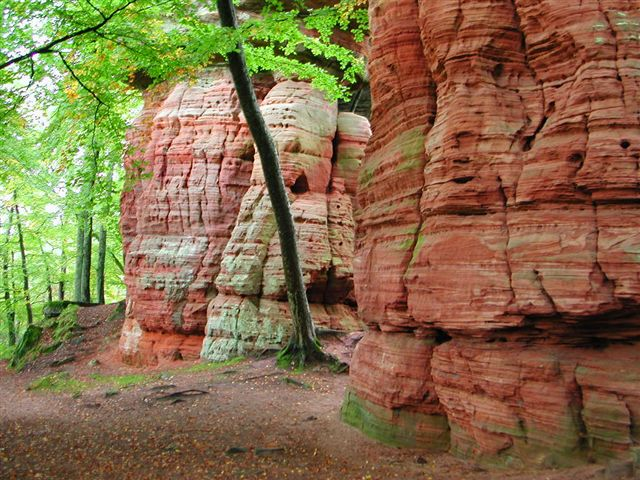
Les Altschlossfelsen.
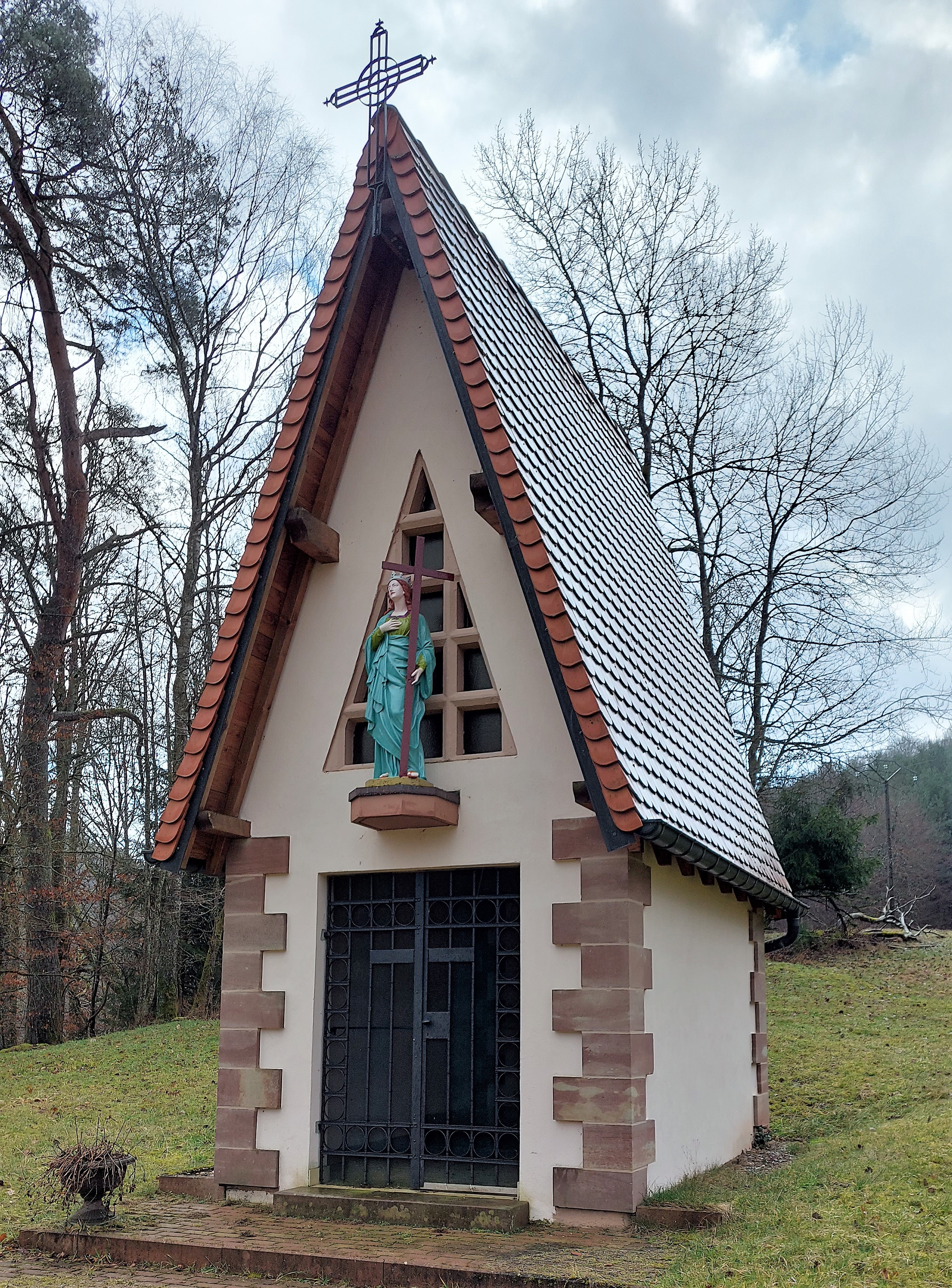
Chapelle.
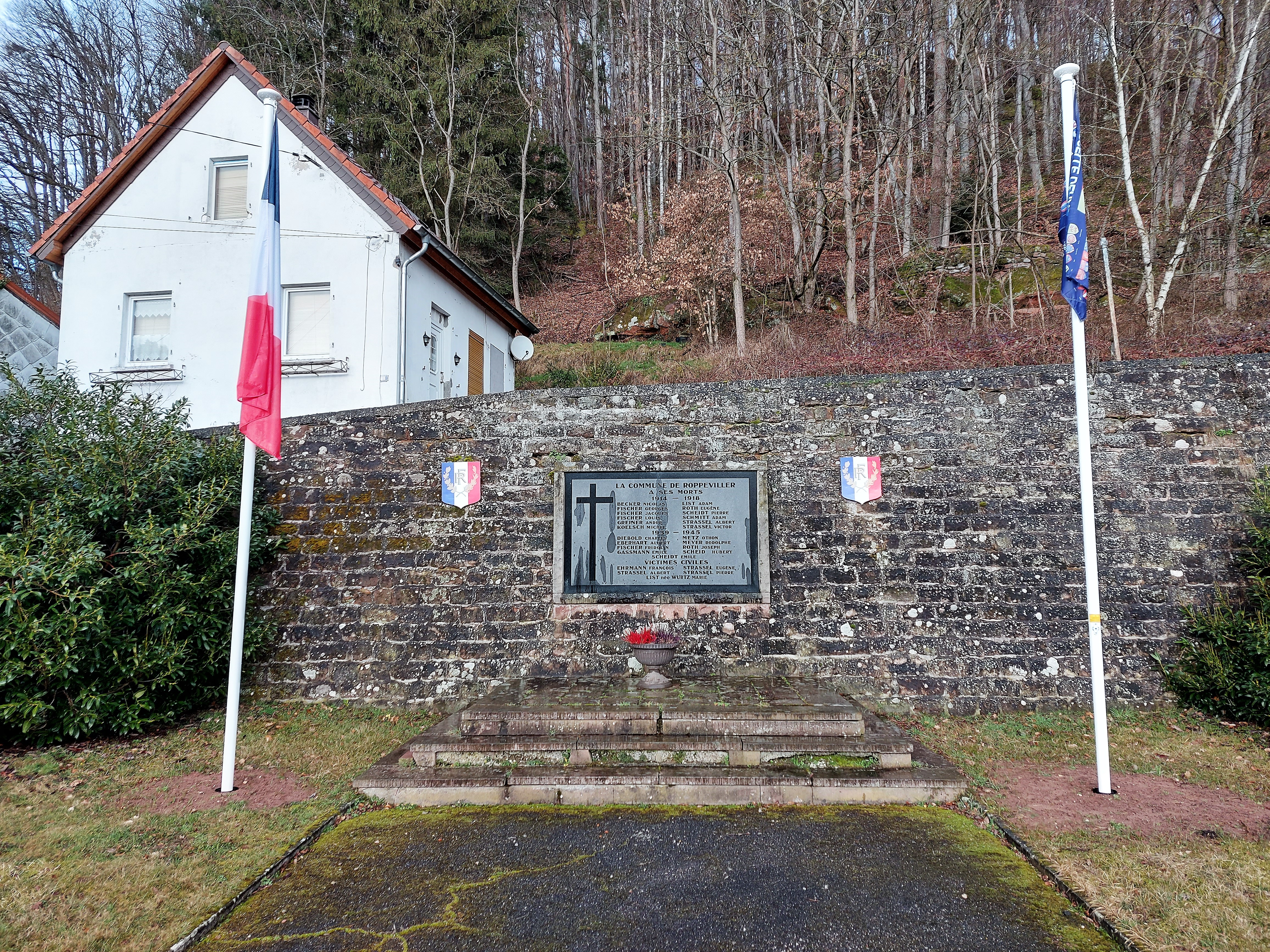
Monument aux morts de 14-18 et 39-45.

### Lieux et monuments

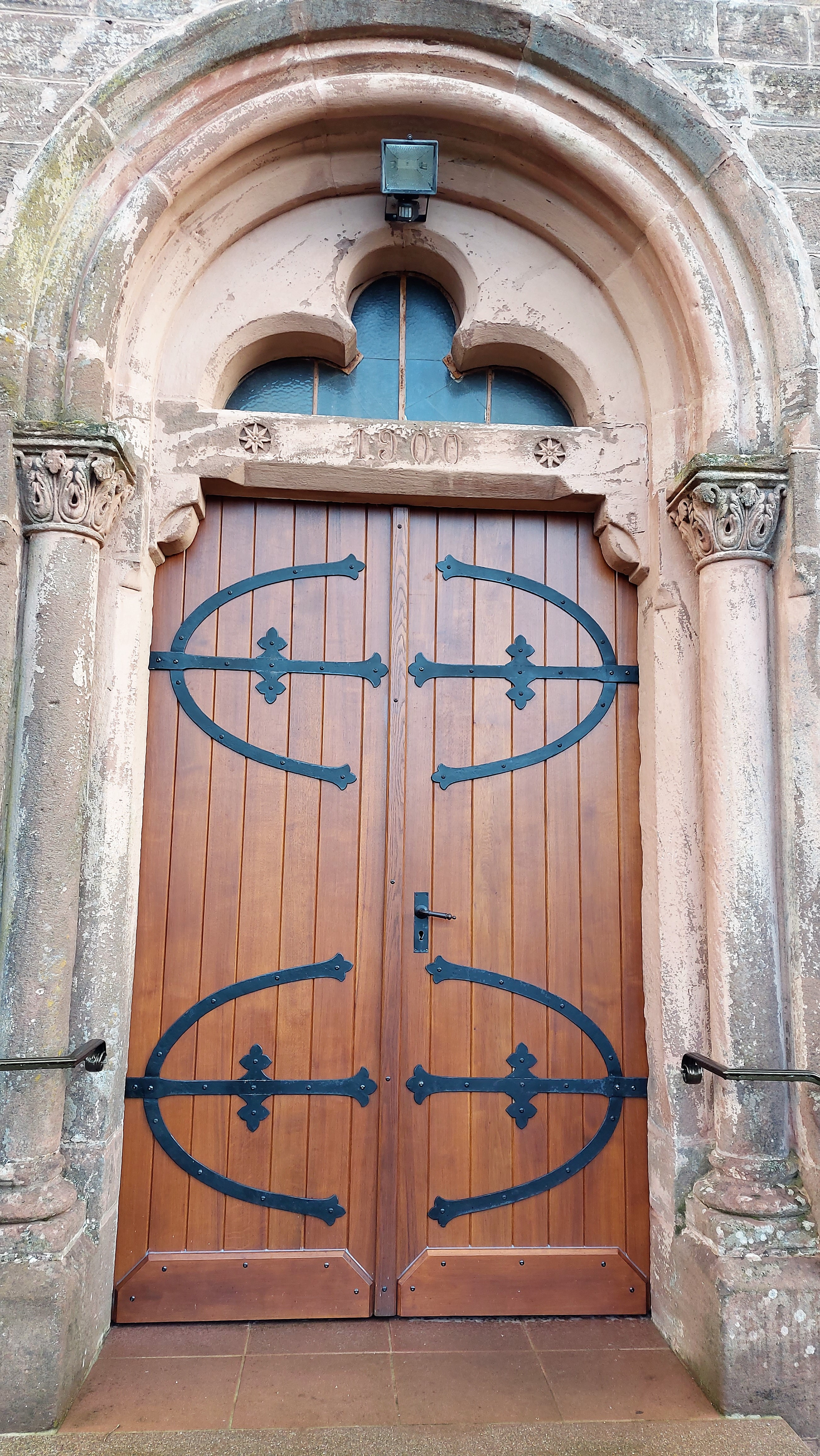
L'église de l'Assomption-de-la-Vierge.

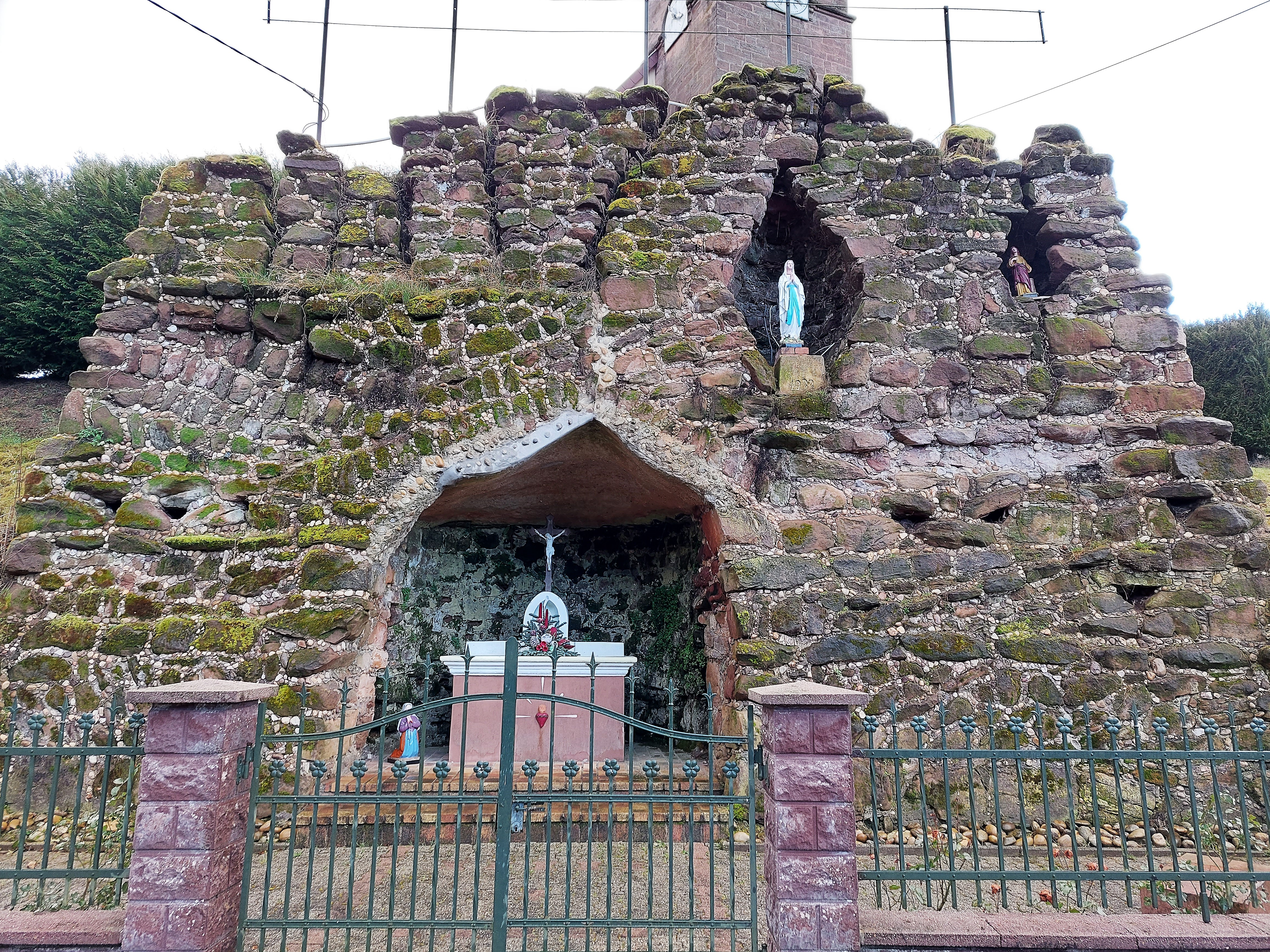
Grotte de Lourdes.

- L'église de l'Assomption-de-la-Vierge, datant de 1791, et son mobilier[48],[49].

8 verrières figurées.
Chaire à prêcher
Stalle.
Confessionnal.
Banc (?).
Bannière de procession paroissiale dite du Sacré-Coeur.
Bannière de procession de la Vierge de l'Immaculée Conception.
Le mobilier de l'église paroissiale de l'Assomption-de-la-Vierge.
Orgue Haerpfer-Erman, installé en 1958,.
- Chapelle reconstruite (Roppeviller Muehle)[60].
- Croix monumentale[61].
- Croix de chemin[62],[63].
- Croix de cimetière[64].
- Grotte de Lourdes[65],[66].
- Monument aux morts[67] : Conflits commémorés : Guerres 1914-1918 - 1939-1945.
- Banc (?)[68].

### Personnalités liées à la commune
- Joseph Roth (1911-1944), prêtre et résistant français membre du réseau Alliance pendant la Seconde Guerre mondiale, y est né.

### Héraldique
| Blason de Roppeviller | Blason  | Coupé de gueules à l'alérion d'argent et d'azur à la lettre M couronnée d'or. Une burèle ondée d'argent brochant sur la partition. |
| Blason de Roppeviller | Détails | Le statut officiel du blason reste à déterminer.                                                                                   |

L'alérion rappelle l'appartenance au comté de Bitche et le monogramme que l'église de Roppeviller est dédiée à l'Assomption. La burèle ondée évoque la localité disparue de Reichenbach.